# Dracaena phrynioides
Dracaena phrynioides är en sparrisväxtart som beskrevs av William Jackson Hooker. Dracaena phrynioides ingår i släktet dracenor, och familjen sparrisväxter. Inga underarter finns listade i Catalogue of Life.